# Anne-Cécile Ciofani
Anne-Cécile Ciofani (14 de dezembro de 1993) é uma jogadora de rugby sevens francesa.

## Carreira
Ciofani integrou a Seleção Francesa de Rugby Sevens Feminino nos Jogos Olímpicos de Verão de 2020 em Tóquio, quando conquistou a medalha de prata após confronto com a equipe neozelandesa na final.